# Campeonato Nacional de 1968 (Argentina)
O Campeonato Nacional de 1968 foi o segundo dos dois torneios jogados nesse ano, esta competição finalizou a trigésima oitava temporada da era profissional da Primeira Divisão do futebol argentino, que foi inicializada com a disputa do Campeonato Metropolitano no primeiro semestre de 1968. O certame foi disputado entre 6 de setembro e 29 de dezembro de 1968, e foi vencido pelo Vélez Sarsfield, que sagrou-se campeão argentino pela primeira vez.

## Participantes
| Equipe                  | Cidade                | Estádio                    |
| ----------------------- | --------------------- | -------------------------- |
| Belgrano                | Córdoba               | El Gigante de Alberdi      |
| Boca Juniors            | Buenos Aires          | La Bombonera               |
| Colón                   | Santa Fé              | Brigadier Estanislao López |
| Estudiantes de La Plata | La Plata              | Jorge Luis Hirschi         |
| Huracán                 | Buenos Aires          | Tomás Adolfo Ducó          |
| Huracán (IW)            | Ingeniero White       | Roberto N. Carminatti      |
| Independiente           | Avellaneda            | La Doble Visera            |
| Independiente Rivadavia | Mendoza               | Bautista Gargantini        |
| Lanús                   | Lanús                 | Lanús                      |
| Los Andes               | Lomas de Zamora       | Eduardo Gallardón          |
| Racing Club             | Avellaneda            | El Cilindro                |
| River Plate             | Buenos Aires          | Monumental                 |
| Rosario Central         | Rosário               | El Gigante de Arroyito     |
| San Lorenzo             | Buenos Aires          | El Gasómetro               |
| San Martín              | San Miguel de Tucumán | La Ciudadela               |
| Vélez Sarsfield         | Buenos Aires          | José Amalfitani            |

## Premiação
| Campeonato Nacional de 1968         |
| ----------------------------------- |
| Vélez Sarsfield Campeão (1° título) |

## Goleadores
| Jogador | Jogador          | Gols | Equipe          |
| ------- | ---------------- | ---- | --------------- |
|         | Omar Wehbe       | 13   | Vélez Sarsfield |
|         | Araquem de Melo  | 10   | Huracán         |
|         | Alfredo Obberti  | 10   | Los Andes       |
|         | Roberto Salomone | 9    | Racing Club     |
|         | Oscar Más        | 8    | River Plate     |
|         | Daniel Onega     | 8    | River Plate     |